# 聖胡安德馬納皮亞雷

聖胡安德馬納皮亞雷（西班牙語：San Juan de Manapiare），是委內瑞拉的城鎮，位於該國南部亞馬遜州，是馬納皮亞雷市的首府，始建於1940年，面積33,100平方公里，2001年人口991，人口密度為每平方公里0.03人。